# Barracuda (serie de televisión)
Barracuda, es un drama australiano transmitido del 10 de julio del 2016 hasta el 31 de julio del 2016 por medio de la cadena ABC. La miniserie estuvo basada en la novela "Barracuda" del autor australiano Christos Tsiolkas.

## Historia
Melbourne 1996: La Edad de Oro de la natación australiana está comenzando y una beca para una escuela exclusiva de chicos lleva al joven de 16 años de edad Danny Kelly un paso más cerca de su objetivo final: ganar el oro olímpico. Inicialmente Danny lucha por encontrar su lugar en los prestigiosos círculos sociales de la escuela privada de jóvenes, sin embargo bajo el cuidado del entrenador de gran prestigio Frank Torma y una amistad-rivalidad con su compañero de equipo Martin Taylor, pronto Danny comienza su camino para convertirse en el campeón más joven de natación de Australia apodado el imparable "Barracuda".

## Personajes

### Personajes principales
| Actor                 | Personaje              | Ocupación  | No. de Episodios | Temporada |
| --------------------- | ---------------------- | ---------- | ---------------- | --------- |
| Matt Nable            | Frank Torma            | Entrenador | 4                | 2016      |
| Elias Anton           | Danny Kelly            | Nadador    | 4                | 2016      |
| Benjamin Kindon       | Martin Taylor          | Nadador    | 4                | 2016      |
| Jeremy Lindsay Taylor | Neal Kelly             | -          | 4                | 2016      |
| Victoria Haralabidou  | Stephanie Kelly        | -          | 4                | 2016      |
| Rachel Griffiths      | Samantha Taylor        | -          | 4                | 2016      |
| Andrew Creer          | John "Wilco" Wilkinson | Nadador    | 4                | 2016      |
| Nicole Gulasekharam   | Demet                  | -          | 4                | 2016      |
| Tilda Cobham-Hervy    | Emma Taylor            | -          | 3                | 2016      |
| Rhys Mitchell         | Scooter                | Nadador    | 3                | 2016      |
| Joe Klocek            | Tsitsas                | Nadador    | 3                | 2016      |
| Joel Lok              | Luke Tran              | -          | 2                | 2016      |

### Personajes secundarios
| Actor              | Personaje     | Ocupación           | N.º de episodios | Temporada |
| ------------------ | ------------- | ------------------- | ---------------- | --------- |
| Imran Adams        | Theo Kelly    | -                   | 4                | 2016      |
| Luca Asta Sardelis | Regan Kelly   | -                   | 4                | 2016      |
| Damon Gameau       | Ben Whitter   | -                   | 3                | 2016      |
| Andrew Blackman    | Mr. Taylor    | -                   | 3                | 2016      |
| Madeleine Vizard   | Lauren        | -                   | 3                | 2016      |
| Anthony Ting       | -             | Presentador malasio | 3                | 2016      |
| Helen Morse        | Margot Taylor | -                   | 2                | 2016      |
| Francesca Waters   | Jenna         | -                   | 2                | 2016      |
| Grant Cartwright   | Alex Taylor   | -                   | 1                | 2016      |
| Jacob Collins-Levy | Clyde         | -                   | 1                | 2016      |

## Episodios
La miniserie contó con 4 episodios, el primero fue estrenado el 10 de julio del 2016.

## Premios y nominaciones
| Año  | Categoría                               | Premio      | Nominado (os)                   | Resultado |
| ---- | --------------------------------------- | ----------- | ------------------------------- | --------- |
| 2016 | Best Telefeature Or Mini Series         | AACTA Award | Barracuda                       | Nominado  |
| 2016 | Best Television Miniseries - Adaptation | AWGIE Award | Blake Ayshford y Belinda Chayko | pendiente |
| 2016 | Best Lead Actor In A Television Drama   | AACTA Award | Matthew Nable                   | Nominado  |

## Producción
La miniserie fue dirigida por Robert Connolly, producida por Amanda Higgs y Tony Ayres,
Contó también con el apoyo del productor asociado Christos Tsiolkas y los escritores Blake Ayshford y Belinda Chayko.
La miniserie contó con el apoyo de la compañía productora "Matchbox Pictures".